# Szürenon
Szürenon magyarországi művészcsoportosulás, neve Csáji Attilától származik „sur et non” kifejezésből. A szürrealizmus és a nonfigurativitás összevonásából alkotott szó. 1964-ben ezzel a címmel festett Csáji egy sorozatot, majd a vele rokon szemléletű művészeti irányzatot vallókból megrendezte az első Szürenon kiállítást 1969-ben, melyet még több is követett. A Szürenon nem tartalmazott kötöttségeket, „itt és most” modern akart lenni, alapjaiban a szürrealizmus tagadása és egy szürreális nonfiguráció jellemezte, de a műveken az informel, a pop-art, az arte povera és a konceptuális irányzatok hatásai is megjelentek.

## A Szürenon kiállító művészeiből
Baranyay András, Bocz Gyula, Csáji Attila, Csutoros Sándor, Gyémánt László, Harasztÿ István, Haris László, Ilyés István, Karátson Gábor, Lantos Ferenc, Méhes László, Papp Oszkár, Pauer Gyula, Prutkay Péter, Rádóczy Gyarmathy Gábor, Siskov Ludmil, Türk Péter, Veress Pál, Visky Balás Csanád és Zeisel Magda.

## Szürenon kiállítások
- 1969 • Kassák Lajos Művelődési Ház, Budapest (katalógussal);
- 1979 • 1969-79, Kassák Lajos Művelődési Ház, Budapest (katalógussal);
- 1996 • Vigadó Galéria, Budapest • Szinyei Társaság Galéria.